# Jimmy Napes
James Napier (Londres, 18 de septiembre de 1984), conocido profesionalmente como Jimmy Napes, es un compositor y productor británico, consagrado como un creador de éxitos en listas de popularidades estadounidenses y británicas. Entre 2013 y 2015, ganó fama en la industria musical al coescribir de los éxitos «La La La» de Naughty Boy con Sam Smith, «Rather Be» de Clean Bandit con Jess Glynne, y «Stay with Me» de Smith, que le valió galardones canción del año y grabación del año de los Grammy de 2015. A fines de septiembre de 2015, salió a la venta «Writing's on the Wall», coescrita con Smith para la Spectre de James Bond, que tras ingresar a la número 1 en listado de sencillos británico recibió una mención en el Guinness World Records. Napes ganó el Óscar a a mejor canción original y el Globo de Oro en la misma categoría en 2016 por «Writing's on the Wall».

## Carrera musical
En su infancia recibió influencias musicales de sus padres, y a una temprana edad se aficionó con el UK garage y, con las obras de Carole King y Burt Bacharach. A la edad de catorce años, empezó a tocar el piano y a su vez a componer canciones. En su adolescencia «dijo a sus padres que no iría a la universidad porque escribir música sería su carrera». A los dieciocho años se mudó a Los Ángeles y empezó a trabajar como compositor para la compañía de la pareja de su hermana mayor. Según él, en ese trabajo aprendió a componer canciones de diversos géneros musicales. Cuando obtuvo suficiente dinero como para emprender su propio negocio, regresó a Inglaterra y construyó un pequeño estudio de grabación en Londres. Él trabajó como disyóquey los fines de semana por tres años, pero sin buenos resultados. Su primera producción profesional fue «So High» (2010), para el álbum epónimo de la cantante británica Eliza Doolittle.

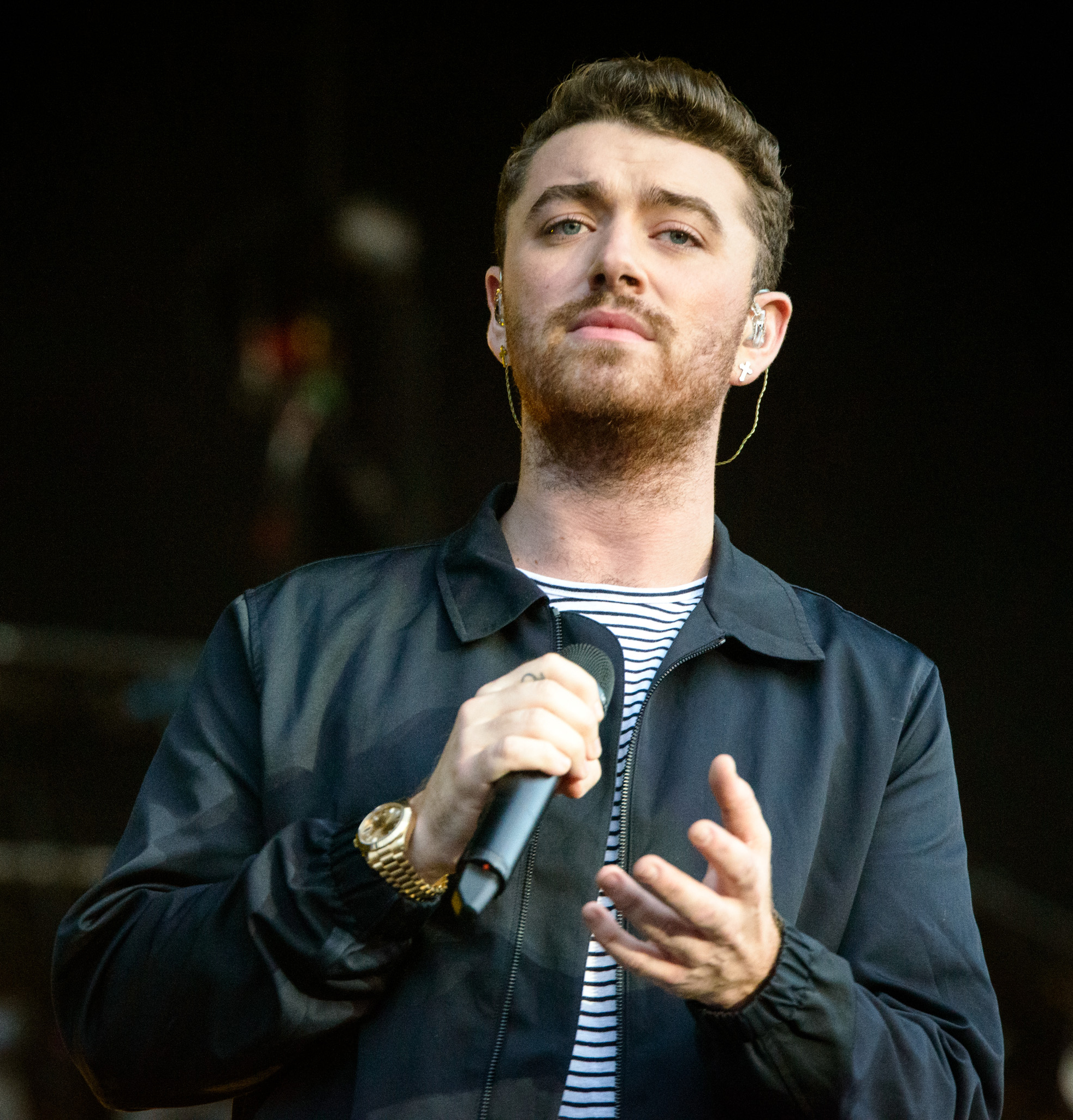
Sam Smith ha sido uno de sus colaboradores habituales.

En 2012, Napes conoció a Sam Smith, de diecinueve años, mediante el mánager del artista, Elvin Smith. Al escuchar sus capacidades vocales en un demo, llamó su atención, por lo que cuando Smith fue al estudio de Napes, el productor pidió al cantante realizar una presentación en vivo del mismo tema, que lo dejó aún más interesado en trabajar con él. Ese mismo día, escribieron su primera canción juntos que titularon «Lay Me Down», que le fascinó a los hermanos Lawrence, de Disclosure, y como estaban escribiendo material para su álbum debut, Settle, junto con Napes, invitaron a Smith a participar, así compusieron un tema llamado «Latch», que se convirtió en un éxito en Reino Unido al situarse en el puesto 11 de la lista de sencillos británica y en Estados Unidos al ingresar a las diez principales de la lista de popularidad Billboard Hot 100. Napes también participó en la composición de otras canciones para el primer álbum de Disclosure, Settle (2013), entre ellas «White Noise» y «You & Me», que fueron otros éxitos en la lista de sencillos de Reino Unido al entrar entre las diez primeras. Napes, simultáneamente trabajó con Smith y Naughty Boy en «La La La», del disco Hotel Cabana (2013). Posteriormente participó en la escritura y producción de temas para su álbum de estudio debut, In the Lonely Hour, que en su mayoría consta de baladas sentidas como «I'm Not the Only One» y «Stay with Me», la última de estas tuvo un éxito notorio en varios países y catapultó a su intérprete al estrellato. Smith y Napes fueron acusados de plagio por la similitud de la melodía «Stay with Me» con el tema «I Won't Back Down» (1989) de Tom Petty y Jeff Lynne, y como acuerdo se cedió el 12.5 % de las regalías de «Stay with Me» a Petty y Lynne.
En 2014, se publicó el décimo álbum de estudio de Mary J. Blige, The London Sessions, en el Napes participó como compositor y productor. Asimismo compuso un tema titulado «Rather Be», inspirado en su encuentro con esposa Tilda y «esa sensación de que donde quiera que esté en el mundo, preferiría estar contigo», para la banda Clean Bandit con  la participación vocal de Jess Glynne, que se puso en venta en 2014. «Rather Be» pasó a ser el tercer tema coescrito por Napes que se situó en la número 1 del ranking de sencillos británica; la pista recibió el Grammy a la mejor grabación dance, edición en la que Napes ganó los galardones canción del año y grabación del año por «Stay with Me», y fue un candidato al premio álbum del año por In the Lonely Hour. En los Ivor Novello de 2015 ganó los galardones a la mejor canción contemporánea y canción más interpretada por su participación en la composición de «Rather Be».
El 9 de marzo de 2015, hizo su debut como solista con el lanzamiento de su primer extended play (EP), The Making of Me, que salió a los mercados musicales a través de Method Records. El EP fue antecedido por el lanzamiento de su sencillo debut «Give It Up», producido por Howard Lawrence, de Disclosure. La periodista Michelle Geslani, de Consequence of Sound, escribió que el tema era «una maravillosa, canción vislumbre electropop mezclada con ganchos infecciosos, es la introducción perfecta a Jimmy Napes, el solista». A fines de septiembre de 2015, Smith publicó «Writing's on the Wall», coescrita por Napes, como el tema central de la película Spectre (2015), de James Bond. Tras su lanzamiento, ingresó en el puesto 1 del ranking de sencillos de Reino Unido, por lo que pasó a ser la primera canción escrita para una película de Bond, que obtuvo la número uno de dicho listado, por lo cual consiguió una mención en el Guinness World Records. «Writing's on the Wall» ganó el galardón mejor canción original en los Globo de Oro y también en los Óscar en 2016 respectivamente.

## Vida personal
Jimmy Napes nació el 18 de septiembre de 1984 en la ciudad de Londres en Inglaterra, como James Napier. Creció en una localidad londinense situada en el municipio de Camden. Es descendiente estadounidense por su madre e inglés por parte de su padre. Su madre cantó en el elenco original de Cats, musical de Broadway, donde conoció al padre de Napes, quien trabajaba como escenógrafo. A principios de marzo de 2015, nació su primogénito Jackson, de su matrimonio con Tilda. Sam Smith es el padrino de Jackson.

## Discografía

### EP
- The Making of Me (2015)

### Como compositor y productor
| Año  | Título                                             | Artista(s)                                            | Álbum                                        | Ref.   |
| ---- | -------------------------------------------------- | ----------------------------------------------------- | -------------------------------------------- | ------ |
| 2010 | «So High»                                          | Eliza Doolittle                                       | Eliza Doolittle                              | [ 15 ] |
| 2013 | «Latch» (con Sam Smith)                            | Disclosure                                            | Settle                                       | [ 16 ] |
| 2013 | «White Noise» (con AlunaGeorge)                    | Disclosure                                            | Settle                                       | [ 16 ] |
| 2013 | «Voices» (con Sasha Keable)                        | Disclosure                                            | Settle                                       | [ 16 ] |
| 2013 | «You & Me» (con Eliza Doolittle)                   | Disclosure                                            | Settle                                       | [ 16 ] |
| 2013 | «Together»                                         | Sam Smith x, Nile Rodgers x, Disclosure x Jimmy Napes | Settle: The Remixes                          |        |
| 2013 | «La La La» (con Sam Smith)                         | Naughty Boy                                           | Hotel Cabana                                 |        |
| 2013 | «Nirvana»                                          | Sam Smith                                             | Nirvana EP                                   |        |
| 2013 | «Imagine It Was Us»                                | Jessie Ware                                           | Devotion                                     |        |
| 2013 | «Dust Clears» con Noonie Bao                       | Clean Bandit                                          | New Eyes                                     |        |
| 2014 | «Rather Be» con Jess Glynne                        | Clean Bandit                                          | New Eyes                                     |        |
| 2014 | «Extraordinary» con Sharna Bass                    | Clean Bandit                                          | New Eyes                                     |        |
| 2014 | «I Can't Keep Up" con Will Heard                   | Tourist                                               | Patterns EP                                  |        |
| 2014 | «Stay with Me»                                     | Sam Smith                                             | In the Lonely Hour                           |        |
| 2014 | «Leave Your Lover»                                 | Sam Smith                                             | In the Lonely Hour                           |        |
| 2014 | «I'm Not the Only One»                             | Sam Smith                                             | In the Lonely Hour                           |        |
| 2014 | «I've Told You Now»                                | Sam Smith                                             | In the Lonely Hour                           |        |
| 2014 | «Like I Can»                                       | Sam Smith                                             | In the Lonely Hour                           |        |
| 2014 | «Lay Me Down» (relanzamiento)                      | Sam Smith                                             | In the Lonely Hour                           |        |
| 2014 | «Restart»                                          | Sam Smith                                             | In the Lonely Hour                           |        |
| 2014 | «Make It to Me»                                    | Sam Smith                                             | In the Lonely Hour                           |        |
| 2014 | «Unmissable» con Zak Abel                          | Gorgon City                                           | Sirens                                       |        |
| 2014 | «Billie Holliday»                                  | Ella Henderson                                        | Chapter One                                  |        |
| 2014 | «Pieces»                                           | Jessie Ware                                           | Tough Love                                   |        |
| 2014 | «The Way We Are»                                   | Jessie Ware                                           | Tough Love                                   |        |
| 2014 | «Not Loving You»                                   | Mary J. Blige                                         | The London Sessions                          | [ 17 ] |
| 2014 | «When You're Gone»                                 | Mary J. Blige                                         | The London Sessions                          | [ 17 ] |
| 2014 | «Right Now»                                        | Mary J. Blige                                         | The London Sessions                          | [ 17 ] |
| 2014 | «Nobody but You»                                   | Mary J. Blige                                         | The London Sessions                          | [ 17 ] |
| 2014 | «Follow»                                           | Mary J. Blige                                         | The London Sessions                          | [ 17 ] |
| 2014 | «Worth My Time»                                    | Mary J. Blige                                         | The London Sessions                          | [ 17 ] |
| 2014 | «You're On» con Kyan                               | Madeon                                                | Adventure                                    |        |
| 2015 | «Lost Time»                                        | Chasing Grace                                         | Nowhere Near Old Enough                      |        |
| 2015 | «Best Night»                                       | Madonna                                               | Rebel Heart                                  |        |
| 2015 | «Holding On» con Gregory Porter                    | Disclosure                                            | Caracal                                      |        |
| 2015 | «Omen» con Sam Smith                               | Disclosure                                            | Caracal                                      |        |
| 2015 | «Jaded»                                            | Disclosure                                            | Caracal                                      |        |
| 2015 | «Willing and Able» con Kwabs                       | Disclosure                                            | Caracal                                      |        |
| 2015 | «Hourglass» con Lion Babe                          | Disclosure                                            | Caracal                                      |        |
| 2015 | «Magnets» con Lorde                                | Disclosure                                            | Caracal                                      |        |
| 2015 | "Nocturnal» con The Weeknd                         | Disclosure                                            | Caracal                                      |        |
| 2015 | «Good Intentions» con Miguel                       | Disclosure                                            | Caracal                                      |        |
| 2015 | «Superego» con Nao                                 | Disclosure                                            | Caracal                                      |        |
| 2015 | «Echoes»                                           | Disclosure                                            | Caracal                                      |        |
| 2015 | «Masterpiece» con Jordan Rakei                     | Disclosure                                            | Caracal                                      |        |
| 2015 | «Molecules»                                        | Disclosure                                            | Caracal                                      |        |
| 2015 | «Moving Mountains» con Brendan Reilly              | Disclosure                                            | Caracal                                      |        |
| 2015 | «Afterthought»                                     | Disclosure                                            | Caracal                                      |        |
| 2015 | «Hurt Me»                                          | Låpsley                                               | Long Way Home                                |        |
| 2015 | «Cheating on Me»                                   | Kwabs                                                 | Love + War                                   |        |
| 2015 | «Heal»                                             | Ellie Goulding                                        | Delirium                                     |        |
| 2015 | «Writing's on the Wall»                            | Sam Smith                                             | Banda sonora de Spectre                      |        |
| 2015 | «Drowning Shadows»                                 | Sam Smith                                             | In the Lonely Hour: Drowning Shadows Edition |        |
| 2015 | «Love Is a Losing Game»                            | Sam Smith                                             | In the Lonely Hour: Drowning Shadows Edition |        |
| 2015 | «How Will I Know»                                  | Sam Smith                                             | In the Lonely Hour: Drowning Shadows Edition |        |
| 2015 | «Omen»                                             | Sam Smith                                             | In the Lonely Hour: Drowning Shadows Edition |        |
| 2015 | «Stay with Me» (Darkchild Remix) con Mary J. Blige | Sam Smith                                             | In the Lonely Hour: Drowning Shadows Edition |        |
| 2015 | «I'm Not the Only One» con ASAP Rocky              | Sam Smith                                             | In the Lonely Hour: Drowning Shadows Edition |        |
| 2015 | «Lay Me Down» con John Legend                      | Sam Smith                                             | In the Lonely Hour: Drowning Shadows Edition |        |
| 2016 | «Hallelujah»                                       | Alicia Keys                                           | Here                                         |        |
| 2016 | «Anywhere» con Will Heard                          | Dillon Francis                                        | Sencillos sin álbum                          |        |
| 2016 | «Reflection»                                       | Liv Dawson                                            | Open Your Eyes EP                            |        |
| 2017 | «Searching»                                        | Liv Dawson                                            | Sencillos sin álbum                          |        |
| 2017 | «Reverie»                                          | Isaac Gracie                                          | Isaac Gracie                                 |        |
| 2017 | «Cloud 9»                                          | Frances                                               | Things I've Never Said                       |        |
| 2017 | «It Isn't Like You»                                | Frances                                               | Things I've Never Said                       |        |
| 2017 | «Together»                                         | Ardyn                                                 | Bloom EP                                     |        |
| 2017 | «Throwing Stones»                                  | Ardyn                                                 | Bloom EP                                     |        |
| 2017 | «Doing Me»                                         | Ray BLK                                               | Sencillos sin álbum                          |        |
| 2017 | «We Stayed Up All Night» con Ardyn                 | Tourist                                               | Wash EP                                      |        |
| 2017 | «Too Good at Goodbyes»                             | Sam Smith                                             | The Thrill of It All                         |        |
| 2017 | «Pray» solo / con Logic                            | Sam Smith                                             | The Thrill of It All                         |        |
| 2017 | «Burning»                                          | Sam Smith                                             | The Thrill of It All                         |        |
| 2017 | «Say It First»                                     | Sam Smith                                             | The Thrill of It All                         |        |
| 2017 | «One Last Song»                                    | Sam Smith                                             | The Thrill of It All                         |        |
| 2017 | «Midnight Train»                                   | Sam Smith                                             | The Thrill of It All                         |        |
| 2017 | «Baby, You Make Me Crazy»                          | Sam Smith                                             | The Thrill of It All                         |        |
| 2017 | «No Peace» con Yebba                               | Sam Smith                                             | The Thrill of It All                         |        |
| 2017 | «Nothing Left for You»                             | Sam Smith                                             | The Thrill of It All                         |        |
| 2017 | «The Thrill of It All»                             | Sam Smith                                             | The Thrill of It All                         |        |
| 2017 | «One Day at a Time»                                | Sam Smith                                             | The Thrill of It All                         |        |
| 2017 | «Hush»                                             | Liv Dawson                                            | Sencillos sin álbum                          |        |
| 2017 | «Last Time»                                        | Liv Dawson                                            | Sencillos sin álbum                          |        |
| 2018 | «Before & After»                                   | Albin Lee Meldau                                      | About You                                    |        |
| 2018 | «Telescope»                                        | Isaac Gracie                                          | Isaac Gracie                                 |        |
| 2018 | «I Found You»                                      | James Bay                                             | Electric Light                               |        |
| 2018 | «Lord Give Me Strength»                            | Paul the PSM                                          | Secret Life of a Bad Man EP                  |        |
| 2018 | «I Know I Wanna Be with You»                       | Lily Moore                                            | I Will Never Be EP                           |        |
| 2018 | «Velvet Rope»                                      | Rita Ora                                              | Phoenix                                      |        |
| 2019 | «Dancing with a Stranger» con Normani              | Sam Smith                                             | Love Goes                                    |        |
| 2019 | «Anticlimax»                                       | Mae Muller                                            | Sencillos sin álbum                          |        |
| 2019 | «Freak»                                            | Avicii                                                | TIM                                          |        |
| 2019 | «Crown»                                            | Stormzy                                               | Heavy Is the Head                            |        |
| 2019 | «Next Mistake»                                     | Icona Pop                                             | Sencillos sin álbum                          |        |
| 2019 | «I Belong to Me»                                   | Mabel                                                 | High Expectations                            |        |
| 2019 | Álbum producido por Jimmy Napes                    | Tori Kelly                                            | Inspired by True Events                      |        |
| 2019 | «Got My Brandy, Got My Beats» con Lil Silva        | Kano                                                  | Hoodies All Summer                           |        |
| 2019 | "SYM»                                              | Kano                                                  | Hoodies All Summer                           |        |
| 2019 | «Dick»                                             | Mae Muller                                            | Sencillos sin álbum                          |        |
| 2019 | «For the Lover That I Lost»                        | Celine Dion                                           | Courage                                      |        |
| 2019 | «Christmas Tree Farm»                              | Taylor Swift                                          | Sencillos sin álbum                          |        |
| 2020 | «Know Your Worth» con Khalid                       | Disclosure                                            | Energy                                       |        |
| 2020 | «I Don't Want Your Money»                          | Mae Muller                                            | Sencillos sin álbum                          |        |
| 2020 | «3 Hour Drive» con Sampha                          | Alicia Keys                                           | Alicia                                       |        |
| 2020 | «Gramercy Park»                                    | Alicia Keys                                           | Alicia                                       |        |
| 2020 | «My Oasis» con Burna Boy                           | Sam Smith                                             | Love Goes                                    |        |
| 2020 | «To Die For»                                       | Sam Smith                                             | Love Goes                                    |        |
| 2020 | «For the Lover That I Lost»                        | Sam Smith                                             | Love Goes                                    |        |
| 2020 | «Breaking Hearts»                                  | Sam Smith                                             | Love Goes                                    |        |
| 2020 | «Forgive Myself»                                   | Sam Smith                                             | Love Goes                                    |        |
| 2021 | «You Will Be Found» con Summer Walker              | Sam Smith                                             | Banda sonora de Dear Evan Hansen             |        |
| 2021 | «Just In Case»                                     | Diana Ross                                            | Thank You                                    |        |
| 2022 | «Waterfall» con Raye                               | Disclosure                                            | Sencillos sin álbum                          |        |
| 2022 | «Love Me More»                                     | Sam Smith                                             | Gloria                                       |        |
| 2022 | «Unholy» con Kim Petras                            | Sam Smith                                             | Gloria                                       |        |
| 2023 | «Gimme» con Koffee y Jessie Reyez                  | Sam Smith                                             | Gloria                                       |        |
| 2023 | «No God»                                           | Sam Smith                                             | Gloria                                       |        |
| 2023 | «Lose You»                                         | Sam Smith                                             | Gloria                                       |        |
| 2023 | «Perfect» con Jessie Reyez                         | Sam Smith                                             | Gloria                                       |        |
| 2023 | «How to Cry»                                       | Sam Smith                                             | Gloria                                       |        |
| 2023 | «Six Shots»                                        | Sam Smith                                             | Gloria                                       |        |
| 2023 | «I'm Not Here to Make Friends» con Calvin Harris   | Sam Smith                                             | Gloria                                       |        |
| 2023 | «Gloria»                                           | Sam Smith                                             | Gloria                                       |        |
| 2023 | «Who We Love» con Ed Sheeran                       | Sam Smith                                             | Gloria                                       |        |
| 2023 | «Heavenly Sent»                                    | Sam Smith                                             | Gloria                                       |        |
| 2023 | «Vulgar» con Madonna                               | Sam Smith                                             | Sencillos sin álbum                          |        |
| 2023 | «Castle in the Sky»                                | Kim Petras                                            | Feed the Beast                               |        |
| 2023 | «Wolves»                                           | Freya Ridings                                         | Blood Orange                                 |        |
| 2024 | «Ahí»                                              | Anitta                                                | Funk Generation                              |        |
| 2025 | «Sticky»                                           | FKA twigs                                             | Eusexua                                      |        |

## Premios y nominaciones
| Año  | Premiación    | Nominado                | Categoría                   | Resultado | Ref.   |
| ---- | ------------- | ----------------------- | --------------------------- | --------- | ------ |
| 2015 | Grammy        | «Stay with Me»          | Canción del año             | Ganador   | [ 4 ]  |
| 2015 | Grammy        | «Stay with Me»          | Grabación del año           | Ganador   | [ 4 ]  |
| 2015 | Grammy        | In the Lonely Hour      | Álbum del año               | Nominado  | [ 10 ] |
| 2015 | Ivor Novello  | «Rather Be»             | Mejor canción contemporánea | Ganador   | [ 11 ] |
| 2015 | Ivor Novello  | «Rather Be»             | Canción más interpretada    | Ganador   | [ 11 ] |
| 2015 | Ivor Novello  | «Stay with Me»          | Canción más interpretada    | Nominado  | [ 11 ] |
| 2016 | Óscar         | «Writing's on the Wall» | Mejor canción original      | Ganador   | [ 6 ]  |
| 2016 | Globos de Oro | «Writing's on the Wall» | Mejor canción original      | Ganador   | [ 7 ]  |